# Пименов, Михаил Александрович (футболист)
Михаи́л Алекса́ндрович Пи́менов (19 сентября 1983, Москва, РСФСР, СССР) — российский футболист, полузащитник.

## Биография
Воспитанник Академии «Спартака» имени Черенкова. В 2001 году играл за команды «Спартака» в турнире дублёров РФПЛ и Первенстве КФК. Следующий год провёл в подмосковной команде второго дивизиона «Мострансгаз». Сезон-2003 отыграл в первенстве дублёров за ярославский «Шинник». Затем в течение двух лет вновь выступал во втором дивизионе (за команды Ижевска, Нижнего Новгорода и Альметьевска), после чего перешёл в «КАМАЗ», где провёл 5 сезонов в первом дивизионе. После того, как клуб из Набережных Челнов из-за финансовых проблем опустился классом ниже, Пименов перебрался в «Тюмень», где провёл два сезона во втором дивизионе, а потом вернулся в «КАМАЗ», в котором выступал два года, в том числе в сезоне-2015/16 в ФНЛ. В 2017 году выступал за команду «Олимп-Скопа» из Балашихи в третьем дивизионе. Также участвует в соревнованиях Любительской футбольной лиги Москвы (футбол 8х8, 5х5).

### Достижения
Первый дивизион
- Бронзовый призёр (1): 2008

Второй дивизион
- Победитель (зона «Урал-Поволжье») (2): 2013/14, 2014/15
- Серебряный призёр (зона «Урал-Поволжье») (1): 2012/13

Кубок России
- Участие в 1/8 финала (3): 2007/08, 2012/13, 2013/14

## Личная жизнь
Супруга — уроженка Набережных Челнов. Есть сын.